# Uwe Patzig
Uwe Patzig (* 20. Mai 1948 in Gotha) ist ein ehemaliger CDU-Politiker, der Abgeordneter der Volkskammer und des Bundestages war.

## Beruflicher Werdegang
Patzig absolvierte nach der zehnklassigen POS von 1966 bis 1968 eine Lehre zum Baumschulgärtner. 1972 nahm er ein Gartenbaustudium auf, welches er 1975 als Diplom-Ingenieur für Landschafts- und Grünanlagenbau abschloss. Anschließend war er bis 1990 in der Grünanlagen- und Landschaftspflege in Nordhausen tätig, zuletzt in leitender Tätigkeit als Projektingenieur beim VEB Hochbau Nordhausen. Von Januar 1991 an übernahm Patzig das Gartenamt der Stadt Nordhausen. Mittlerweile ist er Amtsleiter des Amtes für Umwelt und Grünordnung der Stadt Nordhausen. In seiner Freizeit engagiert sich Patzig aktiv im NABU-Kreisverband Nordhausen.
Patzig ist verheiratet und zweifacher Vater.

## Politischer Werdegang
Patzig wurde 1972 Mitglied der DDR-CDU. Politisch trat er jedoch erst zur Wendezeit in Erscheinung. Für seine Partei kandidierte er im Wahlbezirk 4 (Bezirk Erfurt) auf Listenplatz 14. Da die CDU mit 56,3 % im Bezirk Erfurt ihr DDR-weit stärkstes Ergebnis erzielte, gewann sie 17 Mandate und Patzig wurde Abgeordneter der Volkskammer. Weiterhin gehörte er zu den 144 Abgeordneten, die am 3. Oktober 1990 in den Bundestag einzogen. Patzig wurde Ordentliches Mitglied des Petitionsausschusses. Bei den Wahlen zum 12. Deutschen Bundestag am 2. Dezember 1990 kandidierte er erfolglos.